# Palast von Panah Ali Khan

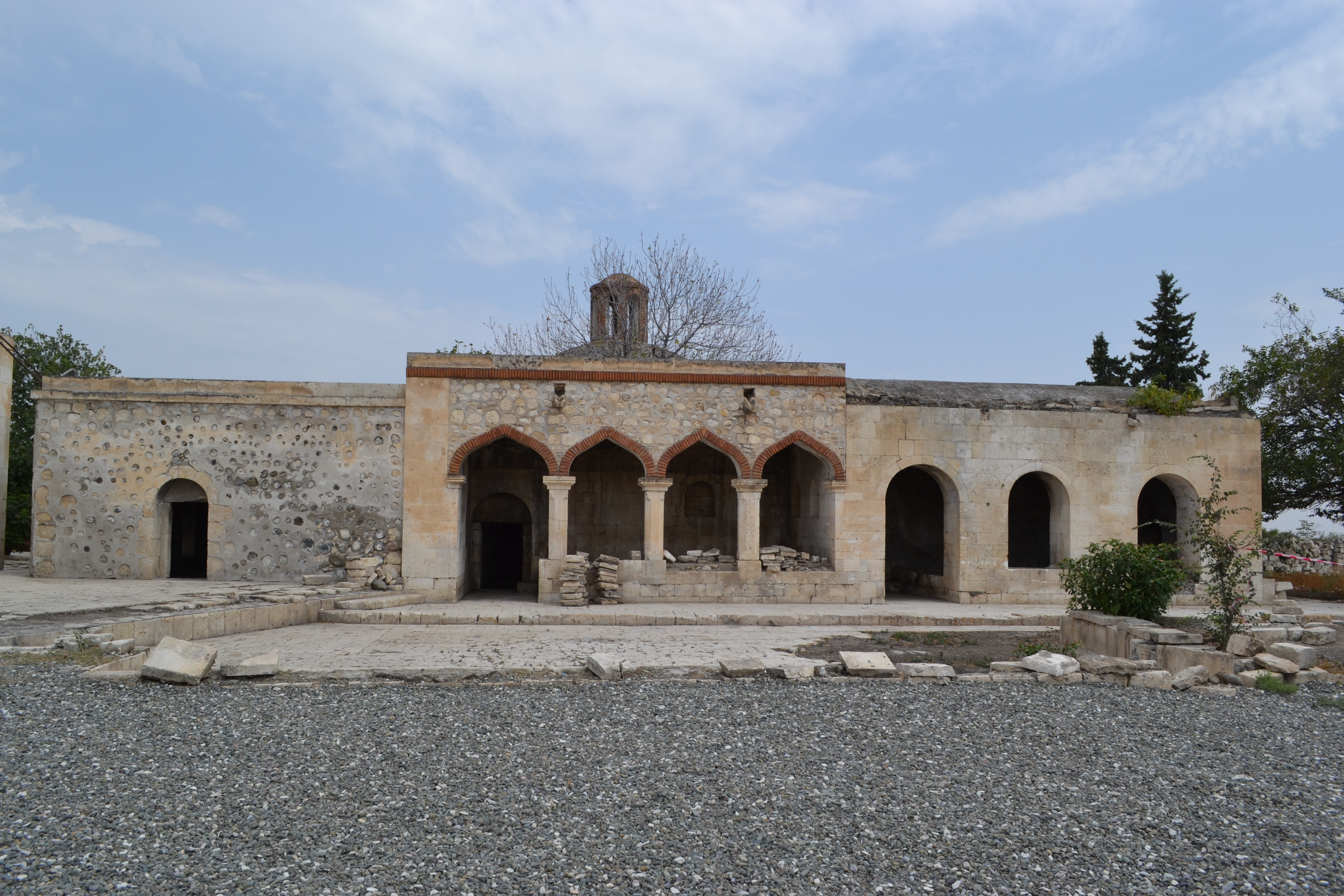
Palast von Panah Ali Khan (2021)

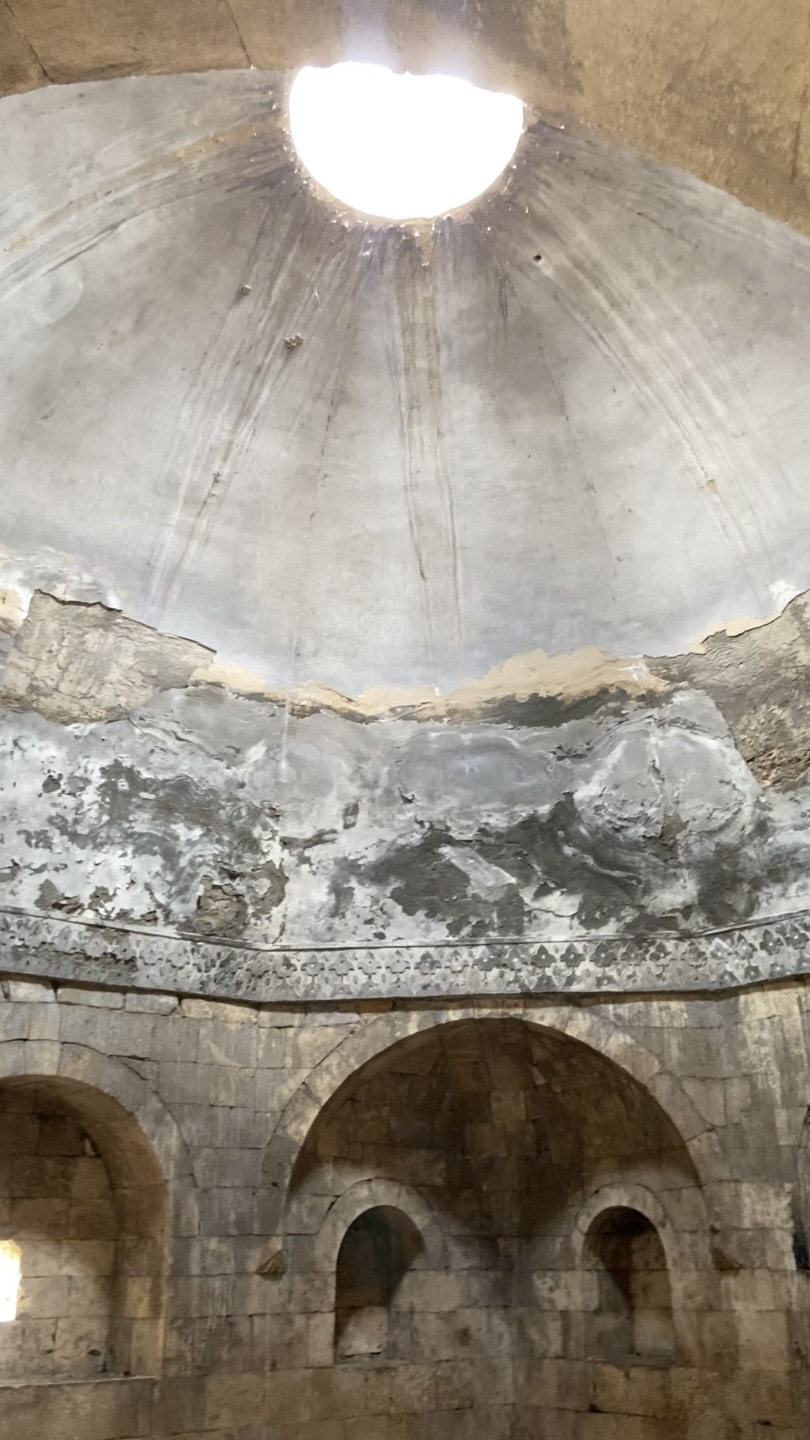
Kuppelraum des Palastes

Der Palast von Panah Ali Khan (aserbaidschanisch Pənahəli Xanın sarayı) war die Privatresidenz von Pənahəli Xan, dem Gründer des Khanats Karabach (1747–1806), in der aserbaidschanischen Stadt Ağdam. In unmittelbarer Nähe des Palastes befindet sich der Imarət-Friedhof, ein adeliger Grabkomplex von Karabach-Herrschern.

## Geschichte und Architektur
Der Palast wurde im Jahr 1738 in Ağdam errichtet, als der aufstrebende Pənahəli Xan versuchte, die Macht in der Region Karabach an sich zu reißen.
Das Palastgebäude besteht aus zwei rechtwinklig zueinander stehenden Einheiten. Der Hauptteil des Bauwerks setzt sich aus mehreren gewölbten Räumen zusammen, die sich um den zentralen Kuppelraum gruppieren, vor dem sich ein Iwan befindet, der wiederum nach Süden ausgerichtet ist. Diese Halle ist die sogenannte Diwanchana, die die Hälfte des Palastes ausmacht. Der Iwan der Konstruktion wurde in Form einer dreifeldrigen Arkade angefertigt. Die Spitzbögen ruhten auf Säulen aus massivem Stein. Generell hatte der Iwan das Aussehen eines Portikus und fungierte somit als Haupteingang in das Gebäude. Die Haupthalle war von einem achteckigen Kuppelgewölbe mit einer kleinen laternenförmigen Öffnung an der Spitze überdacht.
Zwischen 1993 und 2020 war Ağdam von armenischen Truppen besetzt. Die meisten kulturell-religiösen Einrichtungen der Region wurden in dieser Zeit entweder komplett zerstört oder stark beschädigt. Vom Palast von Panah Ali Khan sind heutzutage nur noch Ruinen übriggeblieben.